# Globala gymnasiet
Das Globala gymnasiet ist ein 2004 gegründetes Gymnasium in Stockholm. Es wird von etwa 700 Schülern besucht (Stand 2021).

## Architektur
Die Schule befindet sich in einem 1936 fertig gestellten Gebäude, welches von Paul Hedqvist in einem streng funktionalen Stil entworfen wurde. Dieses besteht aus einem Hauptgebäude und zwei Flügeln.

## Besonderheiten
Das Gymnasium ist auf Nachhaltigkeit ausgelegt. Es bietet als einzige Schule in Stockholm ein komplett vegetarisches Mittagessen an.
Auf dem Dach des Gebäudes befindet sich ein abgespannter, selbststrahlender Sendemast, der von dem auf der Frequenz 322 kHz betriebenen NDB-Funkfeuer mit der Kennung „OU“ verwendet wird. Damit dürfte dies das einzige Schulgebäude sein, auf dessen Dach sich ein selbststrahlender Sendemast befindet.

## Persönlichkeiten
Die schwedische Klimaschutzaktivistin Greta Thunberg besuchte das Gymnasium.